# Thomas Fulton Bourdillon
Pour les articles homonymes, voir Famille Bourdillon et Bourdillon.
Thomas Fulton Bourdillon (1849-1930) est conservateur des forêts de l'État princier indien de Travancore, intégré aujourd'hui dans celui du Kerala.

## Biographie
En 1908, il écrit le premier livre sur les arbres de la forêt de la région de Travancore. Il correspond sur la vie des oiseaux avec Allan Octavian Hume et produit de nombreux articles sur la gestion de la forêt dans Indian Forester. Il travaille en association avec d'autres naturalistes comme Richard Henry Beddome et Harold S. Ferguson.
Il existe toujours sur le côté nord de vallée du Shendurney dans le Arienkavu, un endroit appelé Bourdillon's Plot qui se trouve être l'emplacement où, en 1891, de la première parcelle de teck a été planté en utilisant des souches.
Cette technique a été développée pour couvrir les besoins de la Royal Navy sous l'impulsion de Henry Valentine Conolly, le Collector de Malabar.
Les sous-espèce de merle noir Turdus merula bourdilloni et de Engoulevent oreillard Eurostopodus macrotis bourdilloni ont été nommées en son honneur.